# Niels Janssens
Niels Janssens est un joueur international néerlandais de rink hockey. Il évolue, en 2015, au sein du Valkenswaardse RC.

## Palmarès
En 2015, il participe au championnat du monde de rink hockey en France.